# Jean Sébastien Lavoie
Jean Sébastien Lavoie (* 15. Juli 1978 in Montreal) ist ein kanadischer Sänger und Musicaldarsteller.

## Leben und Wirken
Bekannt wurde er 2003 durch seine Teilnahme an der ersten Staffel der französischen Castingshow À la Recherche du Nouvelle Star, wo er den dritten Platz belegte. Die in der Folge veröffentlichte Single We Are the Champions, ein Queen-Coversong aus der Sendung, und das Album Je me souviendrai konnten sich in den französischen und Schweizer Charts platzieren.
Die nächsten Jahre war er in Musicals zu sehen, zunächst in Frankreich, danach auch in Kanada und war als Background-Sänger tätig. Ebenso hatte er eine Reihe kleiner Rollen in Filmen und Fernsehserien.